# Gorre
Gorre este o comună în departamentul Haute-Vienne din centrul Franței. În 2009 avea o populație de 394 de locuitori.

## Evoluția populației
| An        | 1975 | 1982 | 1990 | 1999 | 2006 | 2009 |
| --------- | ---- | ---- | ---- | ---- | ---- | ---- |
| Populație | 372  | 360  | 350  | 376  | 379  | 394  |